# ベーシック・エレメント
ベーシック・エレメント（ロシア語: Базовый элемент、英語: Basic Element）はロシアの新興財閥（オリガルヒ）オレグ・デリパスカが所有する複合企業（コングロマリット）である。

## グループ会社
- エネルギー部門 （En+Group）
  - ルサル：アルミニウム
  - エヴロシブエネルゴ：電力
  - 統一石油グループ：石油

- 製造部門 (Russian Machines)
  - GAZグループ：自動車
  - アヴィアコール：航空機

- 資源部門 (Element Resources)

- 金融部門 (Basic Element Finance)

- 建設部門

- インフラ・開発部門